# Independent Spirit Awards 2022
O 37º Film Independent Spirit Awards que prestigia os melhores filmes e séries de televisão independentes de 2021, foi apresentado pelo Film Independent em 6 de março de 2022. As indicações foram anunciadas em 14 de dezembro de 2021 pelas atrizes Beanie Feldstein, Regina Hall e Naomi Watts. Tradicionalmente realizado no sábado anterior ao Oscar, a cerimônia de 2022 marca uma mudança: a ideia é posicionar a premiação três semanas ao prêmio da Academia, visando ter mais impacto no principal evento de premiação cinematográfica dos Estados Unidos. A transmissão do Spirit Awards de 2022 foi televisionado nos Estados Unidos pelo IFC e transmitido exclusivamente pela AMC+. O casal Megan Mullally e Nick Offerman foram os anfitriões da cerimônia.
Os vencedores do prêmio Emerging Filmmakers Awards foram anunciados em 10 de fevereiro de 2022.

## Vencedores e Indicados

### Filmes
| Melhor Filme | Melhor Diretor |
| --- | --- |
| The Lost Daughter - A Chiara - C'mon C'mon - The Novice - Zola | Maggie Gyllenhaal – The Lost Daughter - Janicza Bravo – Zola - Lauren Hadaway – The Novice - Mike Mills – C'mon C'mon - Ninja Thyberg – Pleasure |
| Mehor Ator | Melhor Atriz |

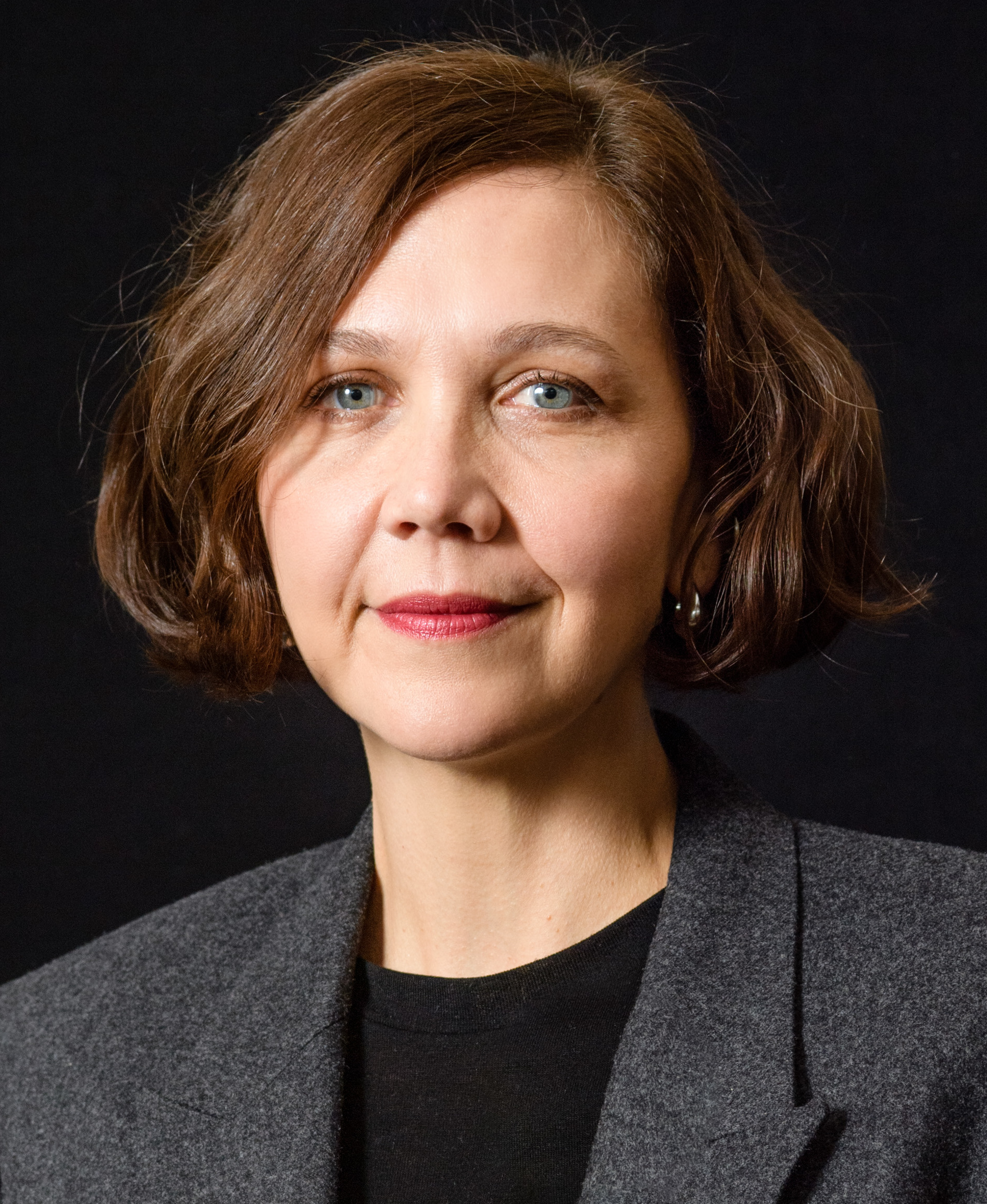
Maggie Gyllenhaal, Co-vencedora de Melhor Filme e vencedora de Melhor Diretora e Melhor Roteiro

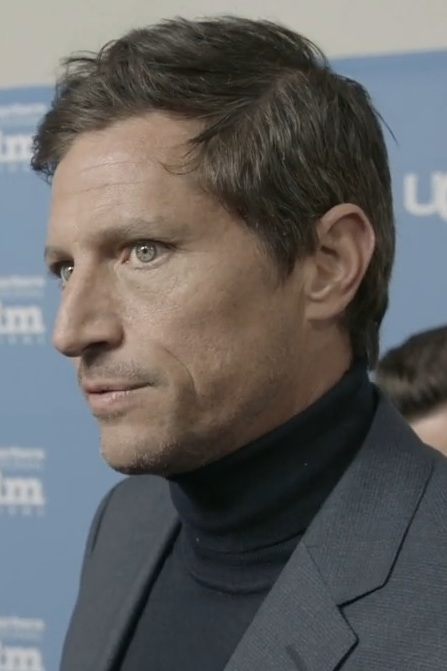
Simon Rex, Vencedor de Melhor Performance Principal Masculina

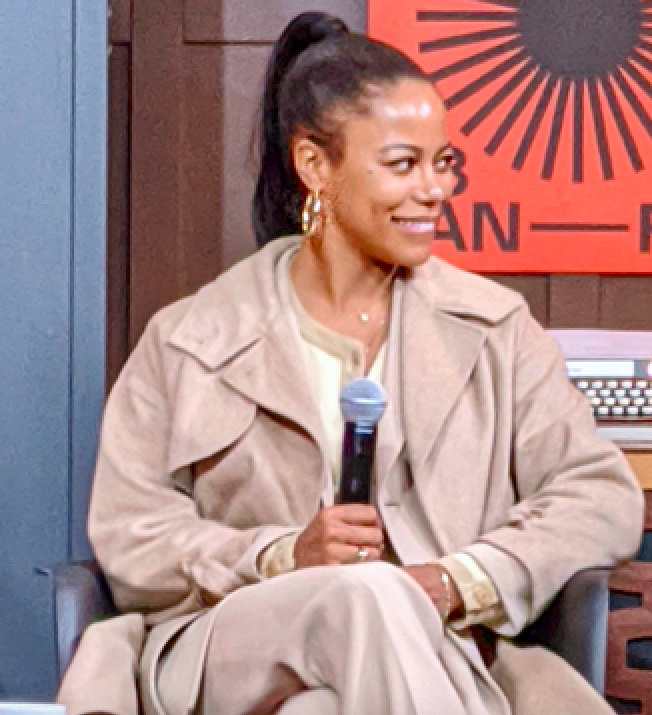
Taylour Paige, Vencedora de Melhor Performance Principal Feminina

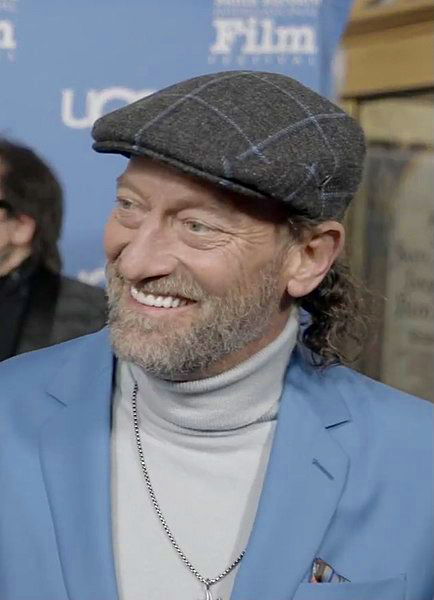
Troy Kotsur, Vencedor de Melhor Ator Coadjuvante

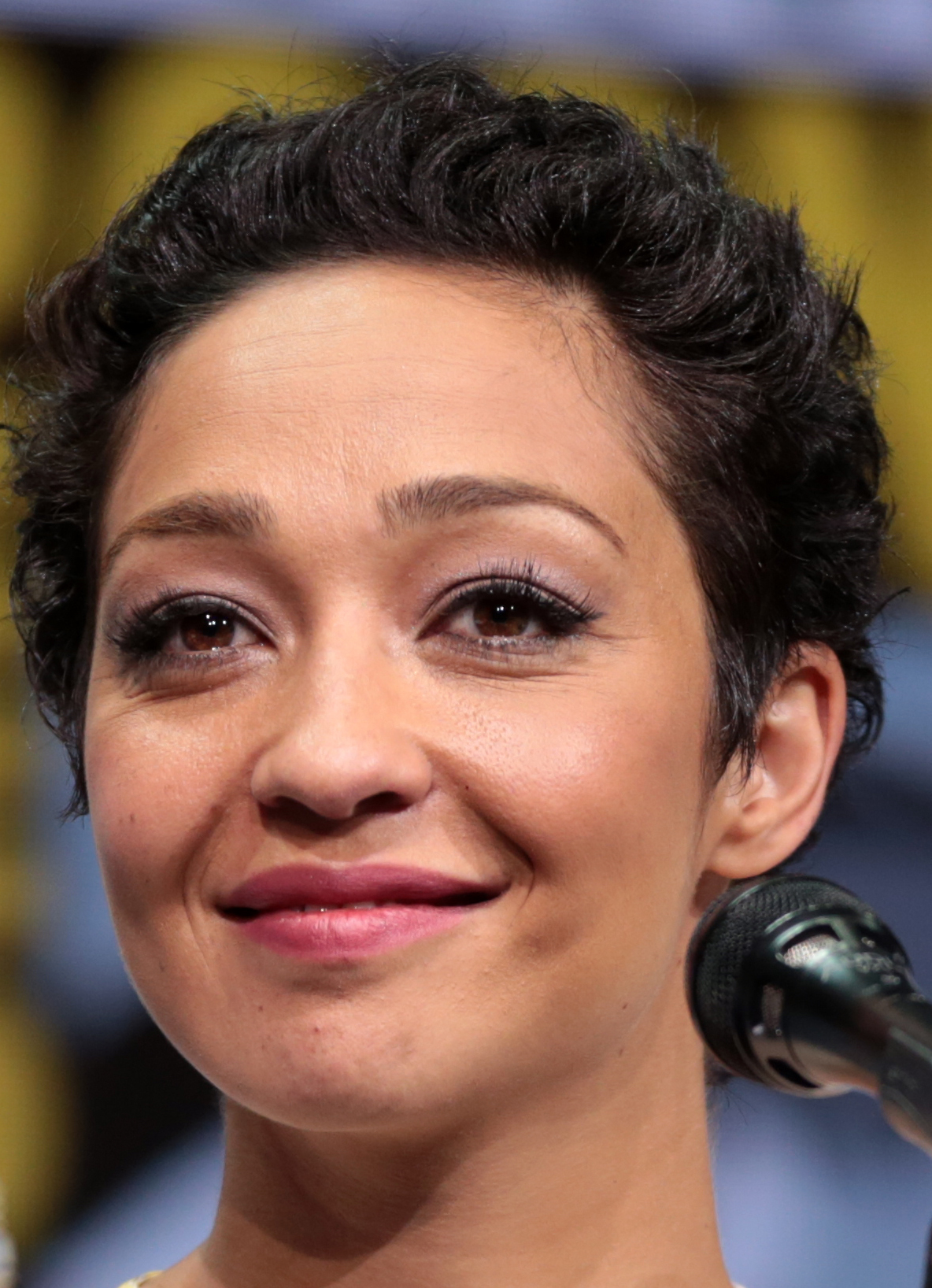
Ruth Negga, Vencedora de Melhor Atriz Coadjuvante

| Simon Rex – Red Rocket como Mikey Saber - Clifton Collins Jr. – Jockey como Jackson Silva - Frankie Faison – The Killing of Kenneth Chamberlain como Kenneth Chamberlain Sr. - Michael Greyeyes – Wild Indian como Makwa - Udo Kier – Swan Song como Pat Pitsenbarger | Taylour Paige – Zola como Aziah "Zola" King - Isabelle Fuhrman – The Novice como Alex Dall - Brittany S. Hall – Test Pattern como Renesha Bell - Patti Harrison – Together Together como Anna - Kali Reis – Catch the Fair One como Kaylee "K.O." Uppashaw |
| Melhor Ator Coadjuvante | Melhor Atriz Coaduvante |
| Troy Kotsur – CODA como Frank Rossi - Colman Domingo – Zola como Abegunde "X" Olawale - Meeko Gattuso – Queen of Glory como Pitt - Will Patton – Sweet Thing como Adam - Chaske Spencer – Wild Indian como Teddo                                                      | Ruth Negga – Passing como Clare Bellew - Jessie Buckley – The Lost Daughter como Young Leda Caruso - Amy Forsyth – The Novice como Jamie Brill - Revika Reustle – Pleasure como Joy - Suzanna Son – Red Rocket como Strawberry                             |
| Melhor Roteiro | Melhor Roteiro de Estreia |
| Maggie Gyllenhaal – The Lost Daughter - Nikole Beckwith – Together Together - Janicza Bravo e Jeremy O. Harris – Zola - Mike Mills – C'mon C'mon - Todd Stephens – Swan Song                                                                                          | Michael Sarnoski e Vanessa Block – Pig - Sheldon D. Brown e Matthew Fifer – Cicada - Lyle Mitchell Corbine Jr. – Wild Indian - Shatara Michelle Ford – Test Pattern - Fran Kranz – Mass                                                                    |
| Melhor Filme de Estreia | Melhor Documetário |
| 7 Days - Holler - Queen of Glory - Test Pattern - Wild Indian | Summer of Soul (...Or, When the Revolution Could Not Be Televised) - Ascension - Flee - In the Same Breath - Procession |
| Melhor Cinematografia | Melhor Edição |
| Eduard Grau – Passing - Ante Cheng and Matthew Chuang – Blue Bayou - Lol Crawley – The Humans - Tim Curtin – A Chiara - Ari Wegner – Zola | Joi McMillon – Zola - Affonso Gonçalves – A Chiara - Ali Greer – The Nowhere Inn - Lauren Hadaway and Nathan Nugent – The Novice - Enrico Natale – The Killing of Kenneth Chamberlain                                                                      |
| Melhor Filme Internacional | |
| Drive My Car ( Japão) - Compartment No. 6 ( Estónia / Finlândia / {{GER}} / Rússia) - Parallel Mothers ( Espanha) - Pebbles ( Índia) - Petite Maman ( França) - Prayers for the Stolen ( México)                                                                      | |

#### Filmes com múltiplas indicações e vitórias
| Indicações | Filmes                             |
| ---------- | ---------------------------------- |
| 7          | Zola                               |
| 5          | The Novice                         |
| 4          | The Lost Daughter                  |
| 4          | Test Pattern                       |
| 4          | Wild Indian                        |
| 3          | A Chiara                           |
| 3          | C'mon C'mon                        |
| 2          | Jockey                             |
| 2          | The Killing of Kenneth Chamberlain |
| 2          | Passing                            |
| 2          | Pig                                |
| 2          | Pleasure                           |
| 2          | Queen of Glory                     |
| 2          | Red Rocket                         |
| 2          | Shiva Baby                         |
| 2          | Swan Song                          |
| 2          | Sweet Thing                        |
| 2          | Together Together                  |

| Prêmios | Filmes            |
| ------- | ----------------- |
| 3       | The Lost Daughter |
| 2       | Passing           |
| 2       | Shiva Baby        |
| 2       | Zola              |

### Televisão
| Melhor nova série roteirizada | Melhor Nova Série Documental ou Sem Roteiro |
| --- | --- |
| Reservation Dogs (FX on Hulu) - Blindspotting (Starz) - It's a Sin (Channel 4) - The Underground Railroad (Prime Video) - We Are Lady Parts (Channel 4) | Black and Missing (HBO) - The Choe Show (FX) - The Lady and the Dale (HBO) - Nuclear Family (HBO) - Philly D.A. (PBS) |
| Melhor Performance Masculina em Nova Série com Roteiro | Melhor Performance Feminina em Nova Série com Roteiro |
| Lee Jung-jae – Squid Game as Seong Gi-hun (Netflix) - Olly Alexander – It's a Sin as Ritchie Tozer (Channel 4) - Murray Bartlett – The White Lotus as Armond (HBO) - Michael Greyeyes – Rutherford Falls as Terry Thomas (Peacock) - Ashley Thomas – Them: Covenant as Henry Emory (Prime Video) | Thuso Mbedu – The Underground Railroad as Cora Randall (Prime Video) - Deborah Ayorinde – Them: Covenant as Livia "Lucky" Emory (Prime Video) - Jasmine Cephas Jones – Blindspotting as Ashley Rose (Starz) - Jana Schmieding – Rutherford Falls as Reagan Wells (Peacock) - Anjana Vasan – We Are Lady Parts as Amina (Channel 4) |
| Melhor elenco em uma nova série roteirizada | |
| Reservation Dogs – Paulina Alexis, Funny Bone, Lane Factor, Devery Jacobs, Zahn McClarnon, Lil Mike, Sarah Podemski, e D'Pharaoh Woon-A-Tai | |

#### Séries que receberam múltiplas indicações
| Indicações | Série                    |
| ---------- | ------------------------ |
| 2          | Blindspotting            |
| 2          | It's a Sin               |
| 2          | Rutherford Falls         |
| 2          | Them: Covenant           |
| 2          | The Underground Railroad |
| 2          | We Are Lady Parts        |

| Prêmios | Séries           |
| ------- | ---------------- |
| 2       | Reservation Dogs |

## Ligações Externas
- Sítio oficial